# Rechenberger Rot
Die Rechenberger Rot, auch Rotbach genannt wie der größte Zufluss an ihrem Oberlauf, ist ein Zufluss der Jagst an deren Oberlauf im Virngrund im nordöstlichen Baden-Württemberg. Der Bach entsteht als Gunzenbach und wird etwas nach der Zumündung des Rotbaches auch kurz Buchbach genannt.

## Geographie

### Verlauf
Der Bachlauf der Rechenberger Rot liegt im Landkreis Schwäbisch Hall und im Ostalbkreis. Die Rot entsteht unter dem Namen Gunzenbach am Waldrand der Mooslache nordöstlich von Wäldershub, einem Ortsteil von Fichtenau, nicht weit vom Ortsrand entfernt. Der Bach fließt zunächst nach Süden und durch seinen ersten Mühlteich, den Völkersweiher an der Völkermühle. Nach Passieren des Fichtenhofs und dem Zulauf des Krettenbachs von rechts durch das gleichnamige Dorf gegenüber von Gunzach am linken Ufer dreht er nach Südosten, unterquert ein erstes Mal vor den zwei Weihern an der Spitzenmühle die A 7, schlägt kurz darauf bei der Melbersmühle einen engen Bogen und fließt dann weiter nach Südwesten. Hiernach unterquert er die A 7 nach Passieren des Hahnenweihers an der Hahnenmühle ein zweites Mal und entfernt sich fortan immer weiter nach Westen von der Autobahn. Auf diesem Abschnitt heißt der Bach wie der Unterlauf des hier zufließenden Rotbachs auch Buchbach.
Unterhalb der Buchmühle, wo er das Gebiet der Gemeinde Fichtenau verlässt, heißt er dann nurmehr Rotbach oder Rechenberger Rot. Von hier bis fast nach Rechenberg steckt der Lauf der Rot grob die Grenze zwischen den Gemeinden Stimpfach im Nordwesten und Jagstzell im Südosten ab. Sie fließt an Eulenmühle und Hammerschmiede vorbei, danach zu Füßen von Schloss und Dorf Rechenberg, einem Ortsteil von Stimpfach und der größten Ansiedlung am Ufer der Rot, durch den Schloßweiher, einen Sägmühlweiher, und wechselt unterhalb ins Gemeindegebiet von Jagstzell. Nach Passieren des Weilers Rot und der zwei Einzelhöfe Rothof und Ropfershof fließt sie einen Kilometer weiter unterhalb dann mäanderreich durch ein enges und unbesiedeltes Waldtal. An der Rotbachsägmühle bei Schweighausen in der Gemeinde Jagstzell unterquert die Rechenberger Rot die Bundesstraße 290 Ellwangen–Crailsheim und mündet dann gleich in die Jagst, nur wenige hundert Meter oberhalb der von der anderen Seite zufließenden Orrot.

### Einzugsgebiet
Das Einzugsgebiet ist 35,7 km² groß und liegt, einen schmalen Randstreifen am Oberlauf Gunzenbach ganz im Osten im Unterraum Dinkelsbühler Hügelland des Mittelfränkischen Beckens ausgenommen, im Unterraum Ellwanger Berge der Schwäbisch-Fränkischen Waldberge. Der mit etwa 525 m ü. NHN höchste Punkt liegt östlich von Wäldershub in der Mooslache am Wasserreservoir. Das Gebiet hat einen hohen Waldanteil. Es liegt in den Gebieten der Gemeinden Fichtenau und  Stimpfach im Landkreis Schwäbisch Hall sowie Jagstzell im Ostalbkreis.
Reihum grenzen die Einzugsgebiete folgender Nachbargewässer an:
- Im Nordwesten fließt der Reiglersbach in selber Richtung ein Stück abwärts zur Jagst;
- im Osten entwässert die Rotach über die Wörnitz zur Donau, dieser Abschnitt der Wasserscheide ist, da die Jagst über den Neckar zum Rhein entwässert, Teil der Europäischen Hauptwasserscheide zwischen Nordsee diesseits und Schwarzem Meer jenseits;
- im Südosten fließt der Fischbach nunmehr oberhalb der Rechenberger Rot wieder zur Jagst;
- im Westen schieben sich zwischen die Rechenberger Rot und den genannten Reiglersbach einige deutlich kleinere Einzugsgebiete kurzer rechter Jagstzuflüsse.

### Zuflüsse
Tabelle der nach Länge oder Einzugsgebiet 10 größten direkten Zuflüsse.
| Name                | GKZ       | Seite  | Stat. km | Länge km | EZG km² | Mündung Ort                                  | m ü. NHN | Ursprung Ort                                                  | m ü. NHN | Bemerkung                            |
| ------------------- | --------- | ------ | -------- | -------- | ------- | -------------------------------------------- | -------- | ------------------------------------------------------------- | -------- | ------------------------------------ |
| Kappersbach         | 238814-16 | links  | 13,1     | 00,8     | 01,1    | ⊙ im Völkersweiher bei Fichtenau-Völkermühle | 487      | ⊙ Gewann Mooslache südöstlich von Fichtenau-Wäldershub        | 501      |                                      |
| Krettenbach         | 238814-18 | rechts | 11,6     | 01,3     | 01,0    | ⊙ östlich von Fichtenau-Krettenbach          | 471      | ⊙ westnordwestlich von Fichtenau-Krettenbach                  | 498      |                                      |
| Buchbach            | 238814-20 | links  | 10,7     | 01,7     | 02,6    | ⊙ nach Fichtenau-Spitzenmühle                | 465      | ⊙ bei Fichtenau-Wildenstein                                   | 491      |                                      |
| Rotbach             | 238814-40 | links  | 09,6     | 02,5     | 02,4    | ⊙ nach Jagstzell-Hahnenmühle                 | 460      | ⊙ Waldgewann Ziegenhüttenweg südlich von Fichtenau-Matzenbach | 503      |                                      |
| Weißenbach          | 238814-52 | links  | 08,9     | 02,3     | 02,1    | ⊙ vor Jagstzell-Buchmühle                    | 450      | ⊙ Waldgewann Weißenbach westlich der Bildkapelle              | 480      |                                      |
| Eichisbach          | 238814-54 | rechts | 08,0     | 02,7     | 03,0    | ⊙ vor Jagstzell-Eulenmühle                   | 449      | ⊙ südlich von Stimpfach-Hübnershof                            | 497      |                                      |
| Klingenbächle       | 238814-60 | rechts | 06,8     | 02,2     | 02,3    | ⊙ vor Stimpfach-Hammerschmiede               | 441      | ⊙ südlich von Stimpfach-Kreßbronn                             | 486      |                                      |
| Merzenbach          | 238814-76 | rechts | 05,3     | 01,3     | 01,7    | ⊙ vor Jagstzell-Rothof                       | 436      | ⊙ Waldrand östlich von Stimpfach-Hörbühl                      | 465      |                                      |
| Grundbach           | 238814-78 | links  | 04,7     | 02,8     | 01,6    | ⊙ in Jagstzell-Rot                           | 434      | ⊙ Waldgewann Gebert                                           | 504      |                                      |
| Butzenbach          | 238814-80 | links  | 04,3     | 02,5     | 01,7    | ⊙ gegenüber Jagstzell-Ropfershof             | 432      | ⊙ Teich und Wegestern im Osten des Waldgewanns Gebert         | 490      |                                      |
| Katzenklingenbächle | 238814-94 | links  | 02,3     | 02,1     | 01,1    | ⊙                                            | 427      | ⊙ Waldgewann Ameisenbuck südwestlich von Jagstzell-Eichenrain | 490      |                                      |
| Krumbach            | 238814-96 | links  | 00,2     | 01,3     | 01,1    | ⊙ vor Jagstzell-Rotbachsägmühle              | 421      | ⊙ Westrand von Jagstzell-Dankoltsweiler                       | 465      |                                      |
| Rechenberger Rot    | 238814    | n. a.  | 0,0      | 14,8     | 35,7    | ⊙ bei Jagstzell-Schweighausen                | 417      | ⊙ bei Fichtenau-Wäldershub                                    | 511      | Strang Gunzenbach → Rechenberger Rot |

## Geologie
Die Rechenberger Rot ist ein Gewässer des Mittelkeupers. Dessen höchste Schicht im Einzugsgebiet ist der Stubensandstein (Löwenstein-Formation), der inselhaft auf der östlichen Wasserscheide zur Rotach liegt, dort stehen großteils die Orte Wildenstein und Matzenbach auf ihm. Ab der Zumündung des Buchbach, wo sich der Fluss auf künftig südwestlichen Lauf wendet, sind die größeren Höhen linksseits des Tales teils in großer Breite flächenhaft vom Stubensandstein bedeckt, der damit die zweithäufigste Schicht des Einzugsgebietes ist. Linksseits näher am Flusstal unterhalb eines schmalen Saums von Oberen Bunten Mergeln (Mainhardt-Formation) sowie vor allem auf den Höhen rechtsseits von ihm liegt dagegen Kieselsandstein (Hassberge-Formation), die häufigste Schicht. Im mittleren Tal etwa zwischen der Hahnenmühle und dem Zufluss des Katzenklingenbachs streicht an den Hängen und in den Seitentälern die noch tieferen Unteren Bunten Mergel (Steigerwald-Formation) aus. In einem Band um das Gewässer liegt schon bald Schwemmland, etwa ab der Hahnenmühle in Gestalt von Auenlehmen.
Die Rechenberger Rot ist also ein Stufenrandfluss unterhalb der Schichtstufe des Stubensandsteins und oberhalb der des Gipskeuper (Grabfeld-Formation). Ihre Laufrichtung mit zum heutigen Vorfluter stumpfwinkliger Einmündung weist noch auf die ältere südliche Entwässerungsrichtung der Jagst zur Urbrenz hin, welche inzwischen eine Umkehr erfahren hat.

## Verkehr
Von der L 1070 Wäldershub–Wildenstein an der Völkermühle abgehend, folgt eine Dorfverbindungsstraße dem oberen Bachlauf bis zur Melbersmühle. Wenig talabwärts ab der Hahnenmühle verläuft die L 1068 bis Rechenberg nahe am Bach, die kurvenreiche K 2672 durchs enge untere Tal verbindet Rechenberg mit der B 290 bei Schweighausen.

### LUBW
Amtliche Online-Gewässerkarte mit passendem Ausschnitt und den hier benutzten Layern: Lauf und Einzugsgebiet der Rechenberger Rot

Allgemeiner Einstieg ohne Voreinstellungen und Layer: Daten- und Kartendienst der Landesanstalt für Umwelt Baden-Württemberg (LUBW) (Hinweise)
1. 1 2  Höhe nach dem Höhenlinienbild auf dem Hintergrundlayer Topographische Karte.
2. ↑  Höhe nach grauer Beschriftung auf dem Hintergrundlayer Topographische Karte.
3. ↑  Länge nach dem Layer Gewässernetz (AWGN).
4. ↑  Einzugsgebiet aufsummiert aus den Teileinzugsgebieten nach dem Layer Basiseinzugsgebiet (AWGN).

### Andere Belege und Bemerkungen
1. ↑  Abfluss nach: Hans Mattern: Das obere Jagsttal von der Quelle bis Crailsheim. Baier BPB Verlag, Crailsheim 2009, ISBN 978-3-929233-82-7, S. 120.
2. ↑  Modellierte Werte nach Abfluss-BW Gewässerknoten MQ/MNQ
3. ↑  Wolf-Dieter Sick: Geographische Landesaufnahme: Die naturräumlichen Einheiten auf Blatt 162 Rothenburg o. d. Tauber. Bundesanstalt für Landeskunde, Bad Godesberg 1962. → Online-Karte (PDF; 4,7 MB)
4. ↑  Geologie nach den Layern zu Geologische Karte 1:50.000 auf: Mapserver des Landesamtes für Geologie, Rohstoffe und Bergbau (LGRB) (Hinweise)